# Петър Писарев
Петър Писарев е български общественик, учител и свещеник, деец на Българското възраждане.

## Биография
Роден е в Пещера, тогава в Османската империя. Получава духовен сан и служи в Пловдивска епархия. След Априлското въстание в 1876 година е арестуван и измъчван от османските власти.
Преди 1878 година работи като учител в Пирот.
В 1883 година Българската екзархия по препоръка на митрополит Панарет Пловдивски изпраща отец Писарев от Пловдивската епархия за наместник и председател на Воденската българска община. Общината го избрала за председател и настояла той да бъде и енорийски свещеник заедно със старите екзархийски свещеници, но екзархът сметнал, че той трябва да е свободен от енорийски задължения като председател на общината и учител по закон Божи в училището. В пролетта на 1884 година Писарев е принуден да напусне Воден и е заменен от отец Емануил Джуджев.
Завръща се в Пловдив, където е председател на настоятелството на храма „Св. св. Кирил и Методий“.